# Pal·ladi d'Escòcia
Pal·ladi, Palladius en llatí, (408/431 - 457/461) va ser el primer bisbe dels cristians d'Irlanda anterior a Patrici d'Irlanda. És venerat com a sant per diverses confessions cristianes.

## Biografia
Originari de la Gàl·lia, va ser potser diaca a l'Abadia de Sant Germà d'Auxerre. Era fill d'Exuperanci de Poitiers, prefecte del pretori de les Gàl·lies (mort en un motí de l'exèrcit a Arle l'any 424). Es va casar i va tenir una filla però sota influència de Pelagi es va acomiadar de la família i va anar com asceta a Sicília cap a l'any 408 o 409 deixant a la filla en un convent de l'illa. Ordenat sacerdot el 415, va viure a Roma fins potser el 429. Va encoratjar al papa Celestí I a enviar el bisbe Germà d'Auxerre a Britànnia per guiar als britons cap a la fe catòlica. Sembla que finalment va ser enviat ell mateix com a bisbe a Irlanda l'any 431 i és associat amb el territori de Leinster i el comtat de Meath. Pròsper d'Aquitània diu a la seva obra Chronicon Consulare diu que va ser enviat a Irlanda durant el consolat d'Anici Auqueni Bas, i diu: «Ad Scotos in Christum credentes ordinatur a papa Coelestino Palladius, et primus episcopus mittitur» o sigui, que el papa Celestí el va enviar als escots que creuen en Crist, i el va nomenar el primer bisbe. A l'antiguitat, els escots eren els irlandesos, i això ha suscitat disputes entre els estudiosos, ja que Patrici d'Irlanda, considerat l'evangelitzador d'aquell país, va arribar a Irlanda després de Pal·ladi.
La tradició escocesa diu va ser desterrat pel sobirà de Leinster i es va haver d'establir a Escòcia, on va dirigir una comunitat cristiana durant 20 anys. Va morir a Fordun (Auchenblae, prop d'Aberdeen). Les seves relíquies van conservar-se al monestir de Fordun, que aviat es va convertir en un lloc de pelegrinatge. L'any 994, Kenneth III d'Escòcia va morir de camí a Fordoun, on anava en qualitat de pelegrí, i en 1409 les seves restes van ser dipositades en un preciós reliquiari donat per l'arquebisbe d'Aberdeen.
Canonitzat i venerat com a sant, és conegut com a Apòstol dels escots'. La seva festivitat és el 6 de juliol. Algunes dates, però, no concorden amb les dades històriques, i les tradicions irlandesa i escocesa presenten contradiccions al voltant de la figura del bisbe. La historicitat del viatge i l'estada a Escòcia és dubtosa, tot i que la influència posterior i l'arrelament d'aquesta tradició entre els escocesos va ser molt gran.